# فيكتور نديب
فيكتور نديب (بالفرنسية: Victor Ndip)‏ (مواليد 18 أغسطس 1967) هو لاعب كرة قدم. يلعب مع منتخب الكاميرون لكرة القدم. سبق له أن لعب في كأس العالم لكرة القدم مع منتخب بلاده.

## روابط خارجية
- فيكتور نديب على موقع الاتحاد الدولي (مؤرشف)  (الإنجليزية)
- فيكتور نديب على موقع قاعدة بيانات كرة القدم.إي يو (الإنجليزية)
- فيكتور نديب على موقع ناشيونال فوتبول تيمز (الإنجليزية)
- فيكتور نديب على موقع Soccerway.com (الإنجليزية)
- فيكتور نديب على موقع عالم كرة القدم.نت (الإنجليزية)